# Grammorhoe luscinata
Grammorhoe luscinata là một loài bướm đêm trong họ Geometridae.